# Instax
Instax (estilitzat com "instax" en minúscules) és una marca de càmeres instantànies i pel·lícules instantànies comercialitzades per Fujifilm.
La primera càmera i la pel·lícula que l'acompanya, la pel·lícula Instax Mini 10 i la pel·lícula Instax Mini, van sortir al mercat al 1998. La pel·lícula "Instax Wide" i la primera càmera per a aquest tipus de pel·lícules van sortir al mercat l'any posterior. La pel·lícula Instax Square i la càmera de la càmera que l'acompanya es van llançar al 2017. Altres fabricants també fan càmeres compatibles i suports de pel·lícules per dites càmeres.
Els diversos formats de pel·lícula Instax proporcionen les següents mides d'imatge:
- Instax Mini 46 mm × 62 mm (1.8 in × 2.4 in)
- Instax Wide 99 mm × 62 mm (3.9 in × 2.4 in)
- Instax Square 62 mm × 62 mm (2.4 in × 2.4 in)

## Característiques

### Càmeres i impressores
Fujifilm fabrica una gama de càmeres Instax Mini i Instax Wide, de la mateixa manera que altres fabricants. Fujifilm també fabrica impressores Instax Mini i en el passat va fabricar impressores Instax Pivi.
Actualment, pel que fa a les impressores, l'empresa ofereix tres diferents models:
El primer, de nom Instax SHARE SP-3, ofereix la possibilitat de fer les fotografies a través del telèfon mòbil i, gràcies a l'aplicació anomenada SP-3, connectada per Wi-Fi, transferir aquestes mateixes amb l'objectiu d'obtenir la impressió a paper. A més, també permet imprimir imatges des dels perfils d'Instagram, Google Photos, Flickr, Dropbox i Facebook.
D'altra banda, el segon, anomenat Instax SHARE SP-2, posa a disposició les mateixes funcions que l'anterior, a diferència de que l'aplicació rep el nom de SP-2 i que únicament permet imprimir fotografies dels comptes d'Instagram i Facebook.
Finalment, el tercer model d'impressora que fabrica Fujifilm es diu Instax Mini Link.

### Pel·lícules
Els productes de pel·lícules instantànies de Fuji es basen en les millores realitzades per la Eastman Kodak Company als anys 70 i 80 sobre el sistema de pel·lícula instantània SX-70 de Polaroid, en essència: la capacitat d'exposar la pel·lícula a través de la part posterior de la fotografia per evitar l'ús del mirall i la inversió de l'ordre en la col·locació de les capes per a que el revelat de la capa blava sigui visible primer. Com a resultat d'aquests canvis, no és necessari prendre la imatge a través d'un mirall reflex per invertir la imatge (com fan totes les càmeres de pel·lícula integrades Polaroid). El balanç de color i el rang tonal també es milloren respecte a les pel·lícules instantànies integrals de Polaroid. La decisió de Fuji d'integrar els ressorts i les bateries de la placa de pressió en el cos de la càmera en lloc d'anar incorporat en el paquet de pel·lícula d'un sol ús fa que el preu per pack del sistema Instax sigui més econòmic que el equivalent de Polaroid, permetent rebaixar el preu de la còpia.

## Models

### Instax Mini
Instax Mini és una pel·lícula de color ISO 800 per a llum de dia, amb unes dimensions de 54mm×86mm (2.1 in×3.4 in, aproximadament de la mida de la targeta de crèdit ISO/IEC 7810 ID-1) dissenyada per ser utilitzada amb càmeres compatibles amb el sistema Fujifilm Instax Mini.
Al Japó, les famílies de càmeres i pel·lícules instantànies Instax i Instax Mini van ser batejades amb el nom d'Instax Cheki (チェキ).
| Especificacions de la pel·lícula               |                                                |
| Velocitat de la pel·lícula                     | ISO 800/30°                                    |
| Temperatura de color                           | Tipus de llum de dia (5500K)                   |
| Resolució                                      | 12 línies/mm                                   |
| Fotos per paquet                               | 10                                             |
| Dimensions de la pel·lícula (W×H)              | 54 mm × 86 mm 2.1 in × 3.4 in                  |
| Dimensions de la imatge (W×H)                  | 46 mm × 62 mm 1.8 in × 2.4 in                  |
| Relació d'aspecte                              | 1:1.348                                        |
| Dimensions del paquet de la pel·lícula (W×H×D) | 61 mm × 92 mm × 20 mm 2.4 in × 3.6 in × 0.8 in |

### Digital Instax Pivi
La línia Digital Instax Pivi fou pensada com un híbrid digital/analògic. La intenció original era produir un nou format per alimentar una sèrie de càmeres instantànies digitals similars a la Olympus C-211, una càmera digital amb una impressora de pel·lícula Polaroid 500 incorporada. Fujifilm finalment va posar a la venta la FinePix PR21, una càmera digital amb una mini impressora Instax incorporada, al 1999. Es va planejar crear una impressora independent des del principi, tot i que no era l'enfocament principal, però això va canviar amb l'arribada dels dispositius mòbils. Aquest dispositiu va arribar al mercat al 2004, després d'aproximadament cinc anys en desenvolupament. La pel·lícula Instax Pivi sembla físicament idèntica a la Instax mini, però té una formulació diferent produint una imatge invertida quan s'utilitza en una càmera Instax Mini, fet que les fa incompatibles.
| Especificacions de pel·lícula     |                               |
| Velocitat de pel·lícula           | 800 ASA                       |
| Dimensions de la pel·lícula (W×H) | 54 mm × 86 mm 2.1 in × 3.4 in |
| Dimensions de la imatge (W×H)     | 46 mm × 61 mm 1.8 in × 2.4 in |

### Instax Wide

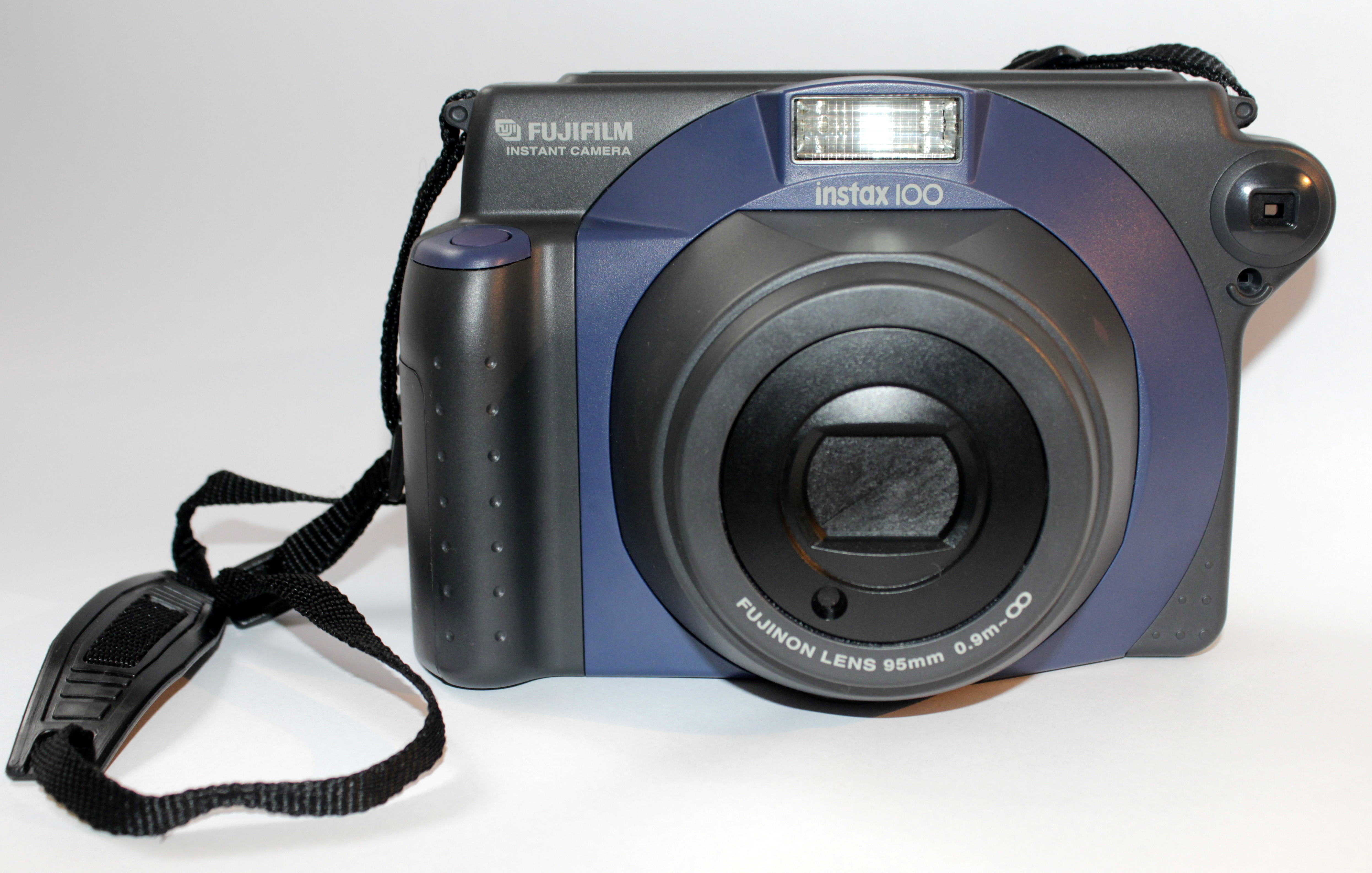
Instax 100 càmera

Llançat un any després de les càmeres i pel·lícules Instax Mini, el negatiu es va augmentar en aquest format per crear un mida d'imatge basat en la proporció àuria. En el moment del llançament, aquest format simplement s'anomenava Instax sense cap sufix (convertint-lo en la pel·lícula Instax estàndard, no mini), Fujifilm va incorporar gradualment el sobrenom de "Wide" al nom del producte. Aquell patró de canvi de marca també es pot veure a l'Instax 210, que ara es descriu en el lloc web de Fujifilm com Instax Wide 210, tot i no estar referenciat en cap altra banda de tal manera.
| Especificacions de pel·lícula                  |                                                 |
| Velocitat de pel·lícula                        | ISO 800/30°                                     |
| Temperatura de color                           | Tipus de llum del dia (5500K)                   |
| Resolució                                      | 10 línies/mm                                    |
| Fotos per paquet                               | 10                                              |
| Dimensions de la pel·lícula (W×H)              | 108 mm × 86 mm 4.3 in × 3.4 in                  |
| Dimensions de la imatge (W×H)                  | 99 mm × 62 mm 3.9 in × 2.4 in                   |
| Relació d'aspecte                              | 1.618:1                                         |
| Dimensions del paquet de la pel·lícula (W×H×D) | 115 mm × 92 mm × 20 mm 4.5 in × 3.6 in × 0.8 in |

### Instax Square
Instax Square és un tipus de pel·lícula Instax, llançat al 2017, per càmeres instantànies híbrides, que utilitza un format 1:1.
| Especificacions de pel·lícula          |                                   |
| Velocitat de pel·lícula                | ISO 800                           |
| Temperatura de color                   | 5500K                             |
| Resolució                              | 10 línies/mm                      |
| Fotos per paquet                       | 10                                |
| Dimensions de la pel·lícula (W×H)      | 72 mm × 85,6 mm 2.83 in × 3.37 in |
| Dimensions de la imatge (W×H×D)        | 62 mm × 62 mm 2.4 in × 2.4 in     |
| Relació d'aspecte                      | 1:1                               |
| Dimensions del paquet de la pel·lícula | Desconegut                        |

## Història

### Pre-Instax (patent deKodak)
Kodak va deixar de fabricar càmeres de pel·lícula instantània quan Polaroid la va demandar amb èxit per la infracció de patent al 1986. Fujifilm, a través d'un acord amb Polaroid, va fabricar diverses línies de pel·lícules instantànies a partir de la dècada de 1980, amb la limitació de que no es podien distribuir oficialment en certs territoris (com p.e. els EE. UU.) fins que no expiressin les patents originals a mitjans de 1990. A partir d'aquesta data va continuar fabricant i comercialitzant la seva pròpia línia de pel·lícules instantànies.

### Fi de la patentPolaroid
La tecnologia Instax es va llançar als consumidors al 1998, estant basada en els sistemes anteriors de pel·lícula instantània, amb la mateixa velocitat de pel·lícula i el mateix ordre en la disposició dels tints. Fujifilm originalment desitjava llançar la sèrie Instax en tot el món, incloent Nord-amèrica i Europa simultàniament, però va optar per treballar amb Polaroid en la càmera Polaroid Mio basada en la Instax Mini 10/20 pel mercat estatunidenc. La línia de producte Polaroid Mio es va deixar fabricar després d'uns anys.

### PolaroidiPolaroid Originals
Amb Polaroid cessant la producció de pel·lícules instantànies al 2008, el sistema Instax va ser l'únic sistema de pel·lícula instantània integral en producció fins que "Impossible Project" (actualment Polaroid Originals) va llançar la seva pel·lícula integral a principis del 2010. El sistema Instax Mini també es ven en alguns mercats de Polaroid a través de les marques Polaroid 300 i Polaroid 300 Film (en realitat, amb el nou nom d'Instax Mini 7S i la pel·lícula Instax Mini).

### Acceptació i creixement de popularitat
En 2014, es va informar que la Instax Mini 8 superava en ventes a models emblemàtics com la Fujifilm X-T1 o la Sony α7R. Al 2016, es va informar que les ventes de les càmeres Instax havien augmentat a 5 milions d'unitats l'any fiscal anterior, en comparació amb les 100.000 unitats de 2004. També aquell any, Fujifilm va llançar una formulació monocroma de la pel·lícula.